# Letra dominical

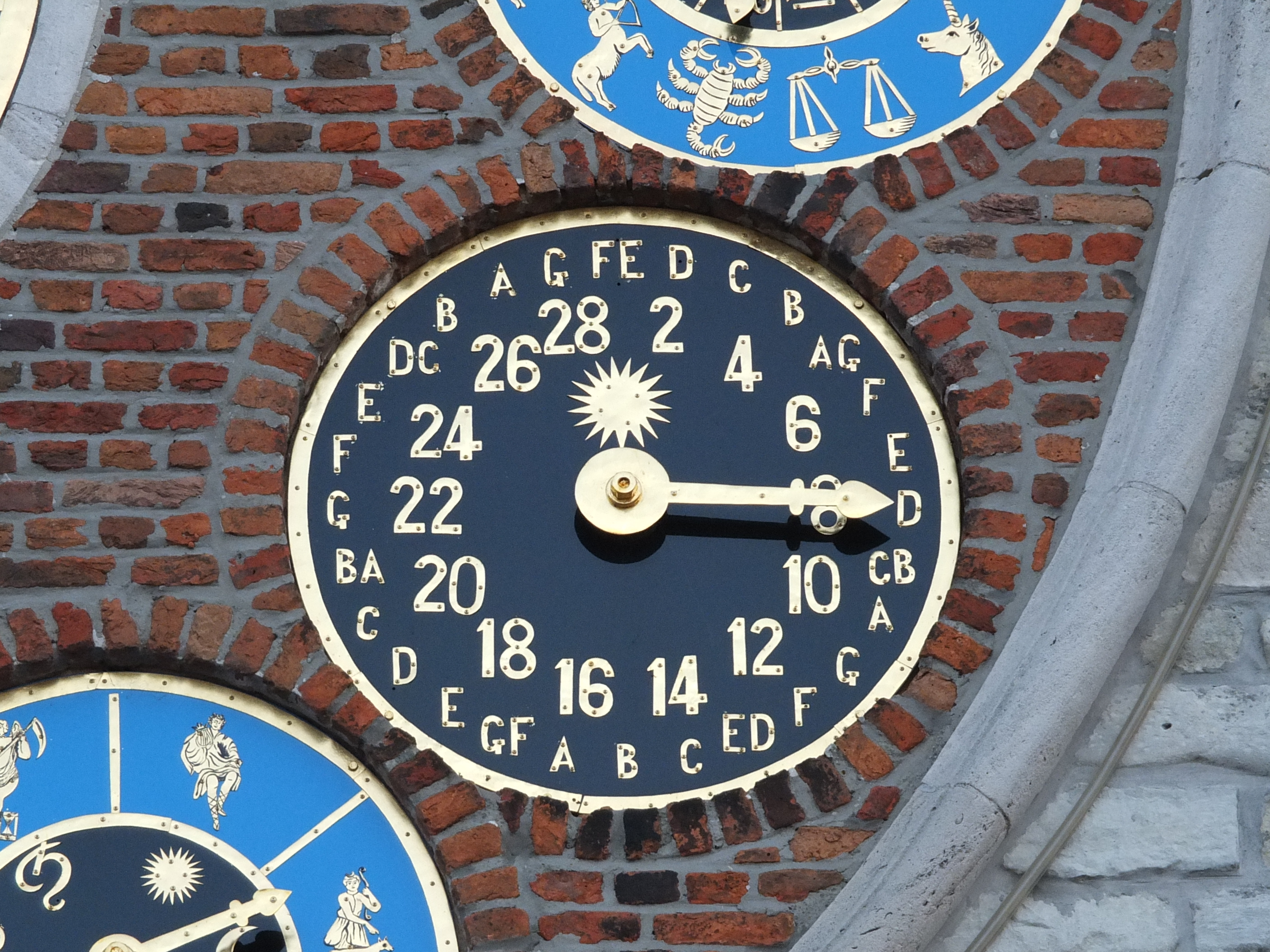
Reloj de la torre Zimmer (Lier, Bélgica) que indica la letra dominical

La letra dominical es la letra del alfabeto que sirve para señalar en los libros de iglesia los domingos de todo el año. 
Hay siete letras: A, B, C, D, E, F y G. Al 1 de enero le corresponde siempre la letra A, de modo que la letra dominical del año es la del primer domingo. Si un año es A, el siguiente es G y el siguiente F. En los años bisiestos se adjudican dos letras, una para ese año y otra para la que le correspondería al año siguiente si no tuviera un día más. Ejemplo:
- 2011 B
- 2012 AG
- 2013 F
- 2014 E

Se forma así un ciclo que dura 28 años porque al cabo de este tiempo vuelven las letras dominicales en el mismo orden. 

## Funcionamiento
La razón de este orden retrogradado es que, estando compuesto el año de 365 días que son 52 semanas y un día, se sigue que la letra A denota el primer día y el último del año. De este modo, si un año el 1 de enero cae en domingo (letra A), el siguiente año será lunes (letra G); si cae en miércoles (letra E), el siguiente año será jueves (letra D). 

### Años bisiestos
El año bisiesto trastoca estos ciclos al tener un día más, lo que se aprecia a partir de marzo. Hemos dicho que el 1 de enero tiene siempre la letra A, por tanto, al 28 de febrero siempre le corresponde la C. El 1 de marzo será D en los años ordinarios y E en los años bisiestos. Si un año ordinario tiene la letra A, uno bisiesto tiene la letra A en los dos primeros meses y la G en los diez restantes.

## Alteración del modelo
Se perturbó el orden de las letras dominicales porque el año 1582 que tenía en su principio la letra G por letra dominical, tuvo la letra C por causa del rebajo de diez días, el cual se ejecutó después del día 4 de octubre de dicho año. De este modo, la letra dominical del calendario antiguo precede en cuatro posiciones a la del calendario gregoriano de suerte que la letra A del antiguo corresponde a la letra O del nuevo. Por esta razón, ha sido preciso construir una tabla nueva de las letras Dominicales sobre el modelo del antiguo a fin de asignarles su lugar en el nuevo.